# Bernhard von Lindenau
Bernhard August von Lindenau (Altemburgo, 11 de junho de 1780 – Windischleuba, 21 de maio de 1854) foi um advogado, astrônomo, político e colecionador de artes alemão.
Em 1830 foi Ministro do Interior durante um período turbulento na história da Saxônia.
Lindenau editou o Monatliche Correspondenz zur Beförderung der Erd- und Himmels-Kunde começando em 1807. O periódico foi fundado por Franz Xaver von Zach em 1800 e publicado até 1813.
Em 1809 foi membro correspondente do Royal Institute of the Netherlands, e quando este tornou-se na Academia Real das Artes e Ciências dos Países Baixos em 1851 foi membro estrangeiro. Lindenau foi eleito membro estrangeiro honorário da Academia de Artes e Ciências dos Estados Unidos em 1822.

## Prêmios e honrarias
- o asteroide 9322 Lindenau é denominado em sua memória
- a cratera lunar Lindenau é denominada em sua memória
- Museu Lindenau em Altenburgo
- Prêmio Lalande de 1812